# ÖAF ENO

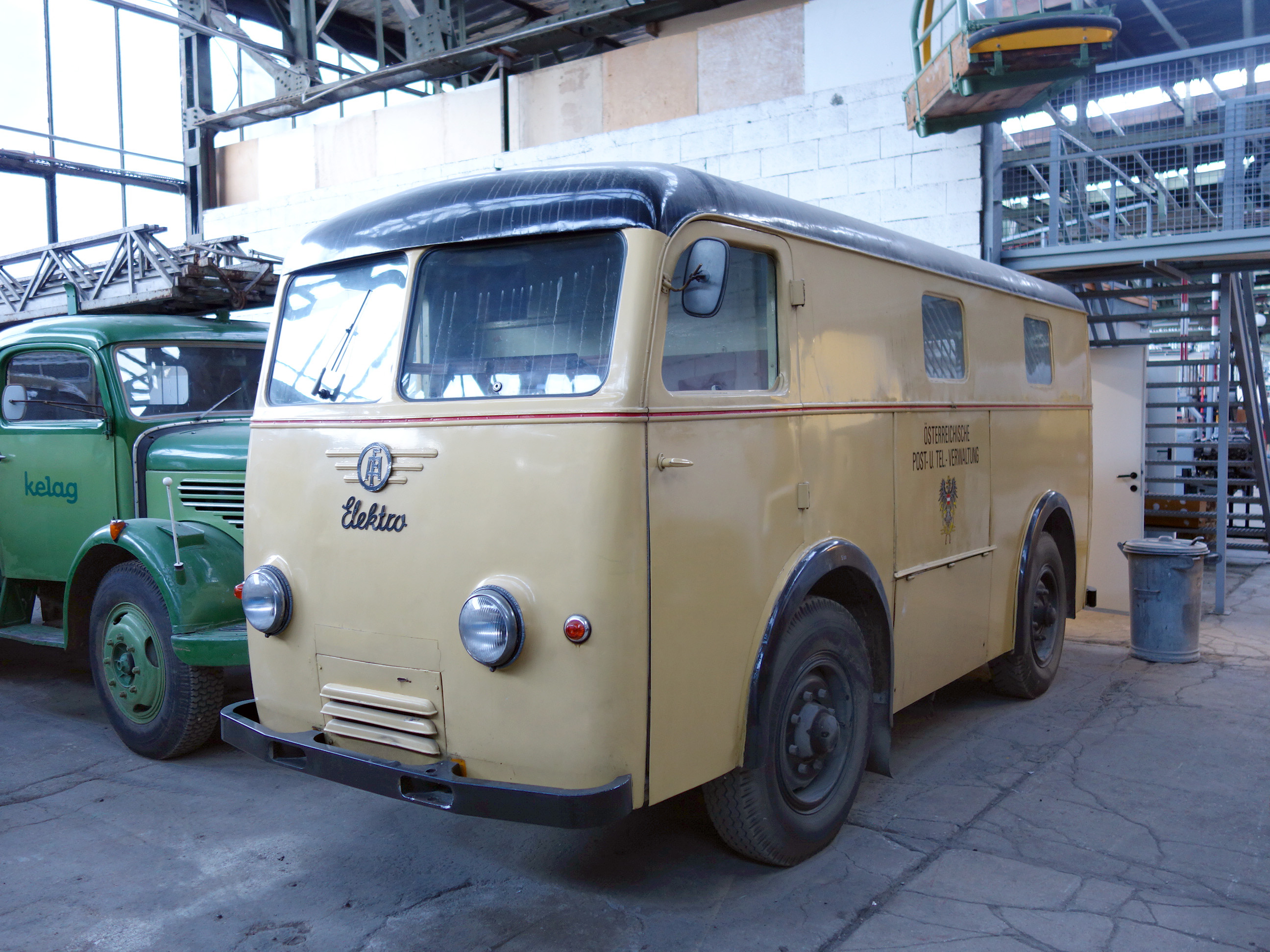
Restaurierter ÖAF 2 ENO im Historama Ferlach

Die ÖAF ENO (ENO = Elektro-Niederflur-Omnibus), auch bekannt als E-Paketwagen oder E-Postpaketfahrzeug, sind zwischen 1950 und 1955 gebaute mit elektrischem Antrieb ausgerüstete Zustellfahrzeuge der österreichischen Post- und Telegraphenverwaltung.

## Beschreibung
Nach jahrzehntelangen Erfahrungen mit elektrisch betriebenen Fahrzeugen beschaffte die österreichische Post- und Telegraphenverwaltung zwischen 1950 und 1955 insgesamt 160 Elektro-Paketfahrzeuge und bezeichnete sie als Elektro-Niederflur-Omnibus (ENO). Hersteller waren die Firmen ÖAF und Dostal.
Beschafft wurden zwei Varianten, 126 Stück kleinere Typ 2 ENO und 25 größere Typ 5 ENO, mit unterschiedlichen technischen Daten, aber sehr ähnlichem Aussehen. Viele trugen den Schriftzug Elektro bzw. ÖAF Elektro an der Front. Weiters wurden 9 Dostal EL 3000 beschafft.
Beschaffungsgründe neuer Elektrofahrzeuge lagen u. a. in den niedrigen Betriebsgeräuschen sowie im Vorhandensein bestehender Ladestationen. Bei der Konzeption als Niederflurfahrzeuge wurde die Arbeitsergonomie der Paketzusteller besonders berücksichtigt.

## Technische Daten

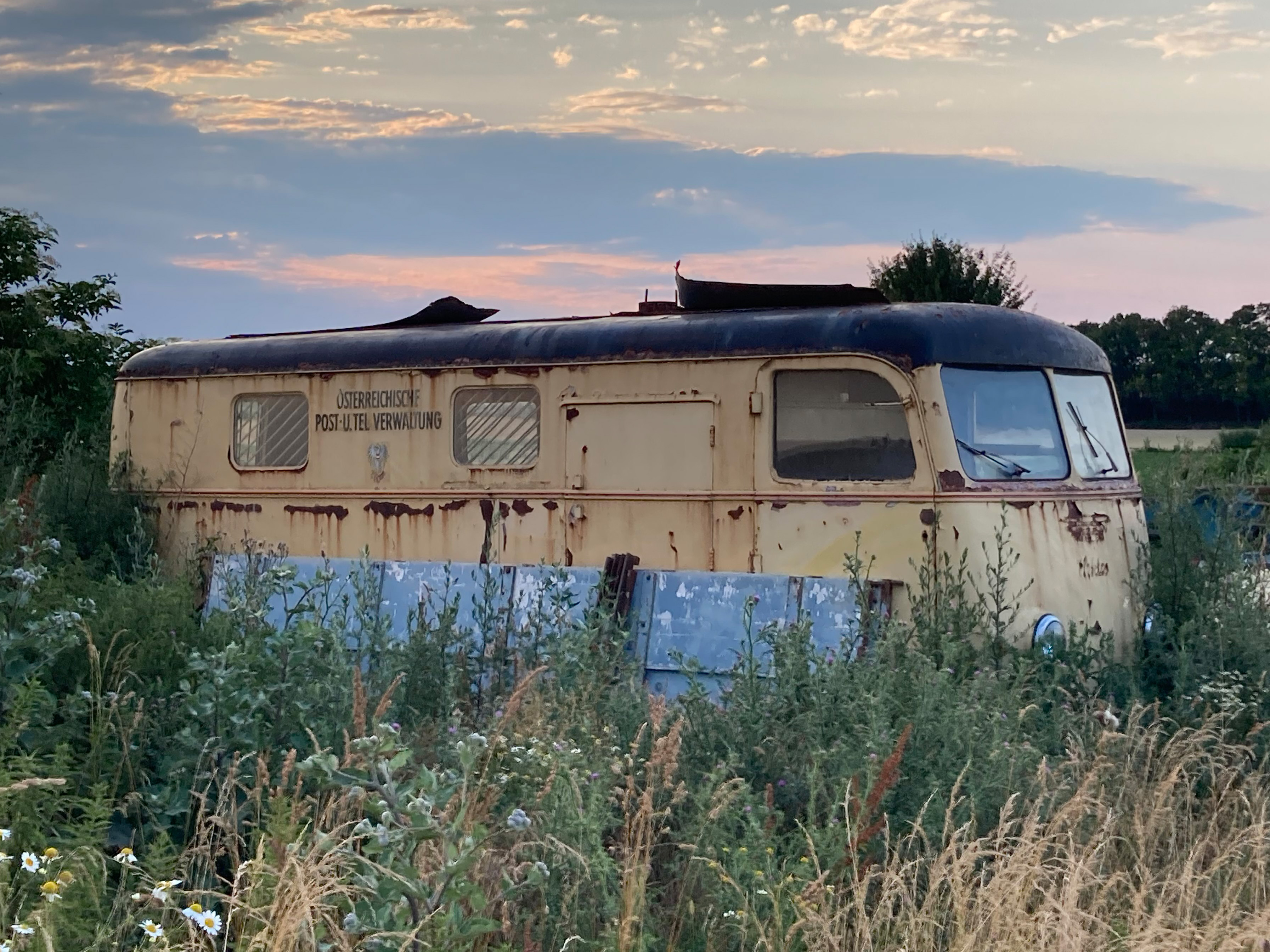
Wrack eines 5 ENO in originaler Lackierung

Der Antriebsmotor stammte von den Österreichischen Brown Boveri Werken, die wartungsintensiven Batterien wurden von Varta gewartet.
|                             | Typ 2 ENO                               | Typ 5 ENO |
| --------------------------- | --------------------------------------- | --- |
| Nutzlast                    | 2.000 kg                                | 3.150 kg |
| Gesamtgewicht               | 6.000 kg                                | 10.250 kg |
| Leergewicht inkl. Batterien |                                         | 7.100 kg |
| Ladefläche                  | 5 m²                                    | |
| Laderaum                    | 7 m³                                    | 23,5 m³ |
| Länge                       | 5485 mm                                 | 7000 mm |
| Breite                      | 1840 mm                                 | 2250 mm |
| Höhe                        | 2390 mm (unbelastet) 2340 mm (belastet) | 2900 mm |
| Radstand                    | 2800 mm                                 | |
| Wendekreis                  | 14 m                                    | |
| Höchstgeschwindigkeit       | 35 km/h                                 | 28 km/h |
| Aktionsradius               | bis 60 km                               | bis 60 km |
| Steigfähigkeit              | bis 20 %                                | |
| Antrieb                     |                                         | Gleichstrommotor über Gelenkwelle und Differenzial auf die Hinterachse, 3 Fahrstufen für Vorwärts- und 2 für Rückwärtsfahren |
| Antriebsleistung            | 13 kW                                   | |
| Spannung                    | 160 V                                   | |
| Batteriekapazität           |                                         | 2 × 30 kWh |
| Batteriegewicht             | 1200 kg                                 | 2 × 900 kg |
| Innenhöhe                   | 1955 mm                                 | |
| Aufbau                      | Ladetüre hinten                         | |
| Batteriewechselsystem       | ja                                      | ja |

## Einsatz
Eingesetzt wurden die ENO-Fahrzeuge in Wien, Graz, Linz, Salzburg, Klagenfurt, Villach sowie in Innsbruck bis zuletzt im Jahr 1982. Die Aufgabe der kleineren 2 ENO war die Paketzustellung. Die größeren 5 ENO wurden in Wien für Transporte zwischen Bahnhöfen und Postämtern bzw. zwischen Postämtern eingesetzt. Die 5 ENO wurden auch als Zugfahrzeug für Paketanhänger genutzt.
In Wien waren die ENO-Fahrzeuge in der Post-Elektrogarage in einer früheren Reithalle des ehemaligen Militär-Reitlehrer-Institutes, gelegen zwischen Ungargasse und Linker Bahngasse im 3. Wiener Bezirk Landstraße, remisiert. Dort bestand auch entsprechende Wartungs- und Ladeinfrastruktur.

## Verbleib

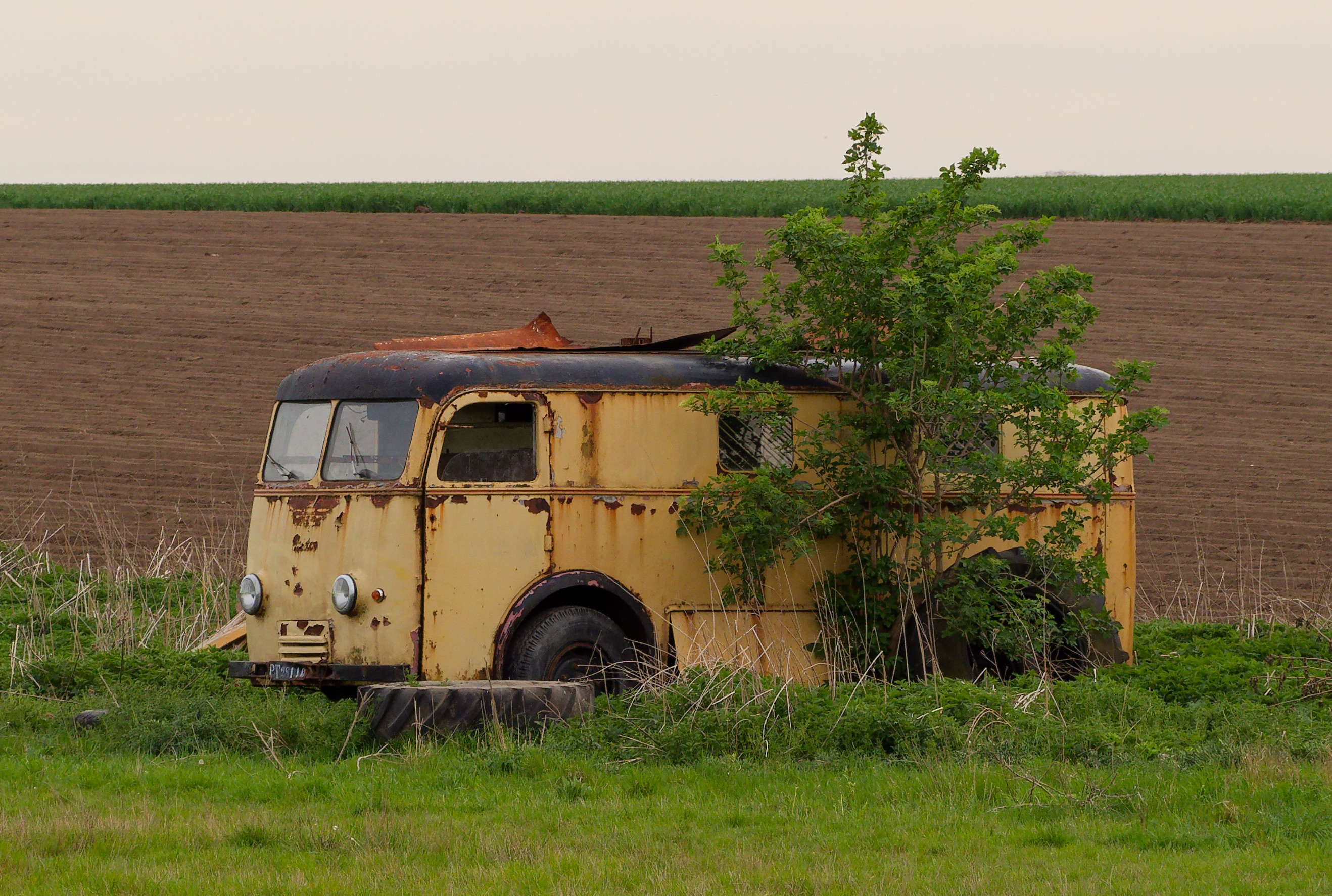
Wrack eines ENO im Waldviertel

Ein restauriertes Fahrzeug vom Typ 2 ENO ist im Technikmuseum Historama der Nostalgiebahnen in Kärnten ausgestellt. Ein 2 ENO, Baujahr 1951, soll sich im Besitz der Postbus AG befinden. Ein weiteres Fahrzeug befindet sich an einem undokumentierten Standort im Waldviertel.